# Chinatown (Singapur)

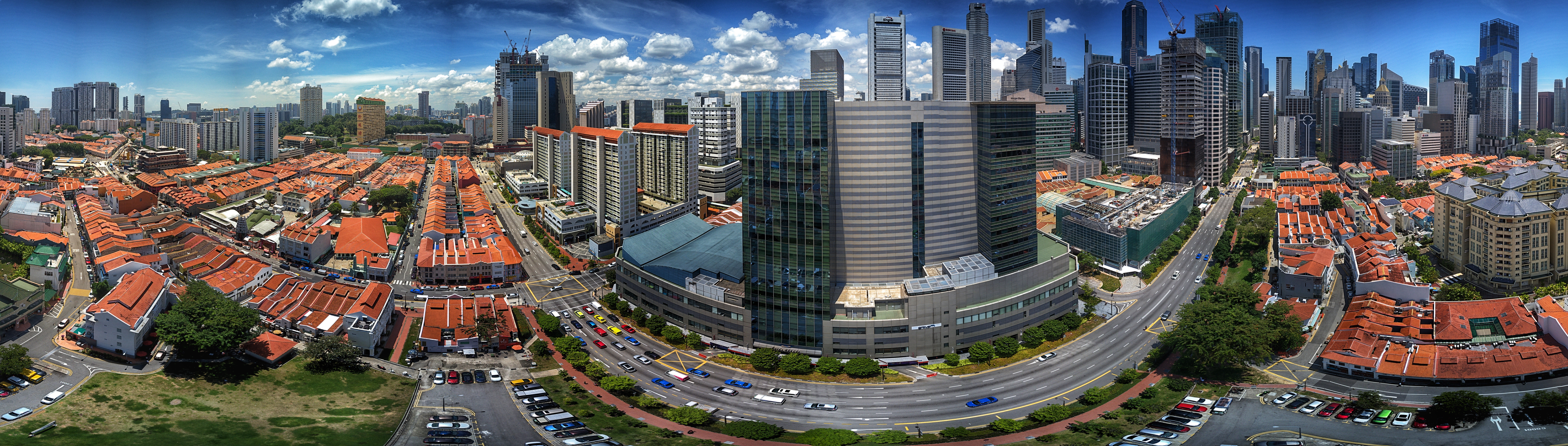
Chinatown (2018)

Der Chinatown von Singapur ist eine Subzone und ethnische Enklave im Stadtteil Outram im Zentralbereich des Stadtstaats. Das Gebiet Chinatowns weist ausgesprochen chinesische kulturelle Elemente auf und hat eine historisch konzentrierte ethnisch-chinesische Bevölkerung.
Das Revier hat eine bedeutende historische und kulturelle Bedeutung in der Entwicklung des heutigen Stadtstaat Singapur. Große Teile des Reviers wurden zu Stätten nationaler Kulturerbe erklärt, die von der Stadtentwicklungsbehörde offiziell zum Schutz ausgewiesen wurden.

## Etymologie
Singapurs Chinatown ist auf Hochchinesisch bekannt als Niucheshui (chinesisch 牛車水 / 牛车水, Pinyin Niúchēshuǐ – „wörtlich: Ochsen-Fahrzeug-Wasser“), Gu Chia Chwi auf Hokkien und Ngau-che-shui auf Kantonesisch. Das Chinesische wurde laienhaft auch als „Bullock water-cart“ übersetzt, was sinngemäß mit „Ochsen karrt das Wasser“ übersetzt werden muss. Auf Malaiisch heißt es entsprechend Kreta Ayer – nach 1972 Aussprache nach dem New Rumi Spelling: kereta air, was im Englischen „water cart“ entspricht. Dies ist darauf zurückzuführen, dass im 19. Jahrhundert Chinatowns Versorgung mit Trinkwasser hauptsächlich durch Ochsenkarren herbeigeschafftes Wasser versorgt werden musste. Obwohl diese Bezeichnungen manchmal allgemein für den gesamten Chinatown in Singapur verwendet werden, beziehen sie sich tatsächlich auf das Gebiet der Kreta Ayer Road.

## Geographie
Singapurs Chinatown besteht aus vier unterschiedlichen Unterbereichen, die zu unterschiedlichen Zeiten entwickelt wurden.
- Telok Ayer – entwickelt in den 1820er Jahren.
- Kreta Ayer – entwickelt in den 1830er Jahren
- Bukit Pasoh – in den frühen 1900er Jahren entwickelt
- Tanjong Pagar – entwickelt in den 1920er Jahren

Der Chinatown Complex befindet sich in der Smith Street, die auf Kantonesisch umgangssprachlich als Hei Yuan Kai – 戲院街 / 戏院街 – „Theaterstraße“ – bekannt ist, da das berühmte kantonesische Operntheater Lai Chun Yuen im Jahr 1887 für die dortige kantonesische Gemeinde eröffnet wurde und insbesondere in den 1910er- und 1920er-Jahren viel Publikum anzog. (Nasir, 2005).

## Entwicklung
Wang Dayuan besuchte 1330 Singapur (damals Temasek genannt) und verzeichnete, dass es eine chinesische Gemeinde gab.
Nach dem Raffles Plan von Singapur war das Gebiet ursprünglich eine Teilung des kolonialen Singapurs, in dem sich in der Regel chinesische Einwanderer aufhielten. Während Singapur wuchs, ließen sich chinesische Einwanderer in anderen Gegenden der Inselstadt nieder. Chinatown war jedoch innerhalb von Jahrzehnten nach der Gründung Singapurs im Jahr 1819 überfüllt und blieb dies auch, bis viele Einwohner zu Beginn der Regierungsbehörde für Wohnungsbau in den 1960er Jahren umgesiedelt wurden.
Im Jahr 1822 schrieb Sir Stamford Raffles an den Präsidenten des Stadtkomitees, Kapitän CE Davis, sowie an George Bonham und Alex L. Johnson, Esquires, und die Mitglieder. als kann im Großen und Ganzen für den Komfort und die Sicherheit der verschiedenen Klassen von Einwohnern und die allgemeinen Interessen und das Wohlergehen des Ortes am förderlichsten sein ... "
Als Leitfaden für das Komitee gab er Anweisungen, die eine allgemeine Beschreibung der Stadt Singapur, des von der Regierung reservierten Geländes, der europäischen Stadt und der wichtigsten Handelsbetriebe sowie der einheimischen Divisionen und "Kampungs" enthielten. Dazu gehörten Gebiete für Bugis, Araber, Inder, Malaysier und chinesische Kampungs. Raffles war sehr klar in seinen Anweisungen und seine Richtlinien waren, die städtische Struktur aller nachfolgenden Entwicklung zu bestimmen. Der "Fünf-Fuß-Weg", zum Beispiel die durchgehende überdachte Passage zu beiden Seiten der Straße, war eine der öffentlichen Anforderungen.
Das Gewinnspiel sah die Tatsache voraus, dass "angenommen werden kann, dass sie (die Chinesen) bei weitem immer den größten Teil der Gemeinschaft bilden werden". Aus diesem Grund nutzte er das gesamte Land südwestlich des Singapore River für ihre Unterbringung, bestand jedoch gleichzeitig darauf, dass die verschiedenen Klassen und die verschiedenen Provinzen in ihren getrennten Vierteln und im Brandfall in diesen Vierteln konzentriert wurden, aus Mauerwerk mit Ziegeldächern gebaut sein.
Dies führte zur Bildung eines eigenen Abschnitts mit dem Titel Chinatown. Erst als in und nach 1843 Grundstücke für den Bau von Häusern und Ladengeschäften verpachtet oder an die Öffentlichkeit vergeben wurden, begann Chinatowns körperliche Entwicklung.

### Erbe
Das Erbe der kulturellen Vielfalt in Chinatown ist immer noch vorhanden. Die Hokkiens (Fukiens) sind mit der Havelock Road, der Telok Ayer Street, der China Street und der Chulia Street verbunden, und die Teochew-Kaufleute befinden sich hauptsächlich in der Circular Road, der River Valley Road, dem Boat Quay und der South Bridge Road. Die allgegenwärtigen Kantoneser verteilen sich auf die South Bridge Road, die Upper Cross Street, die New Bridge Road und die Bukit Pasoh Road. Heutzutage haben sich die Hokkiens und Teochews größtenteils in andere Teile der Insel zerstreut und die Kantoneser als dominierende Dialektgruppe in Chinatown zurückgelassen.
Die chinesischen Namen der Pickering Street sind Kian Keng Khau (Mündung der Glücksspielhäuser) oder Ngo Tai Tiahn Hok Kiong Khau (Mündung der fünf Generationen des Tian Hok Tempels). Gilden, Clans, Gewerkschaften und Verbände wurden alle als kongsi bezeichnet, eine Art chinesische Mafia, obwohl die wörtliche Bedeutung des Wortes "teilen" ist. Die sogenannte Mafia wird besser als das geheime und finstere Hui übersetzt. Diese Geheimbünde, die Triaden, die selbst unter der Qing-Dynastie in China gelitten hatten, unterstützten die späteren Einwanderer in Singapur, indem sie ihre Überfahrt bezahlten und es ihnen erlaubten, sie durch Arbeit zu bezahlen.
Es gab die Briefschreiber der Sago Street – die Chinesen nannten diese Straße Gu Chia Chwi Hi Hng Cheng (vor dem Kreta Ayer Theater), sie war hauptsächlich mit dem Tod verbunden –, die Sandelholzidole der Club Street und das komplizierte und das einfache Essen der Moschee Straße; alles klingelte zum Klang des Abakus. Früh am Morgen sah man alte Frauen, wie sie Bohnensprossen übergossen und sie beschnitten, die Froschhäute geschält, die frisch getöteten Schlangen gehäutet und die jahrhundertealten Allheilmittel von Frauen verteilt wurden, die mit der Kraft der Heilung gesegnet waren.
Im Herzen dieser vielfältigen chinesischen Gemeinde befinden sich ein wichtiger Tempel für singapurische Tamilen, der Sri Mariamman Hindu Tamil Tempel und Moscheen: Die Al-Abrar Moschee in der Telok Ayer Straße und die Jamae Moschee in der Moscheenstraße sowie der Hokkien Thian Hock Keng Chinese Tempel von 1830 bis 1842. Diese zeigen, dass sie trotz der Bemühungen, die frühen Einwanderer zu trennen, keine Bedenken hatten, zusammen Seite an Seite zu leben.

### Herkunft der Straßennamen

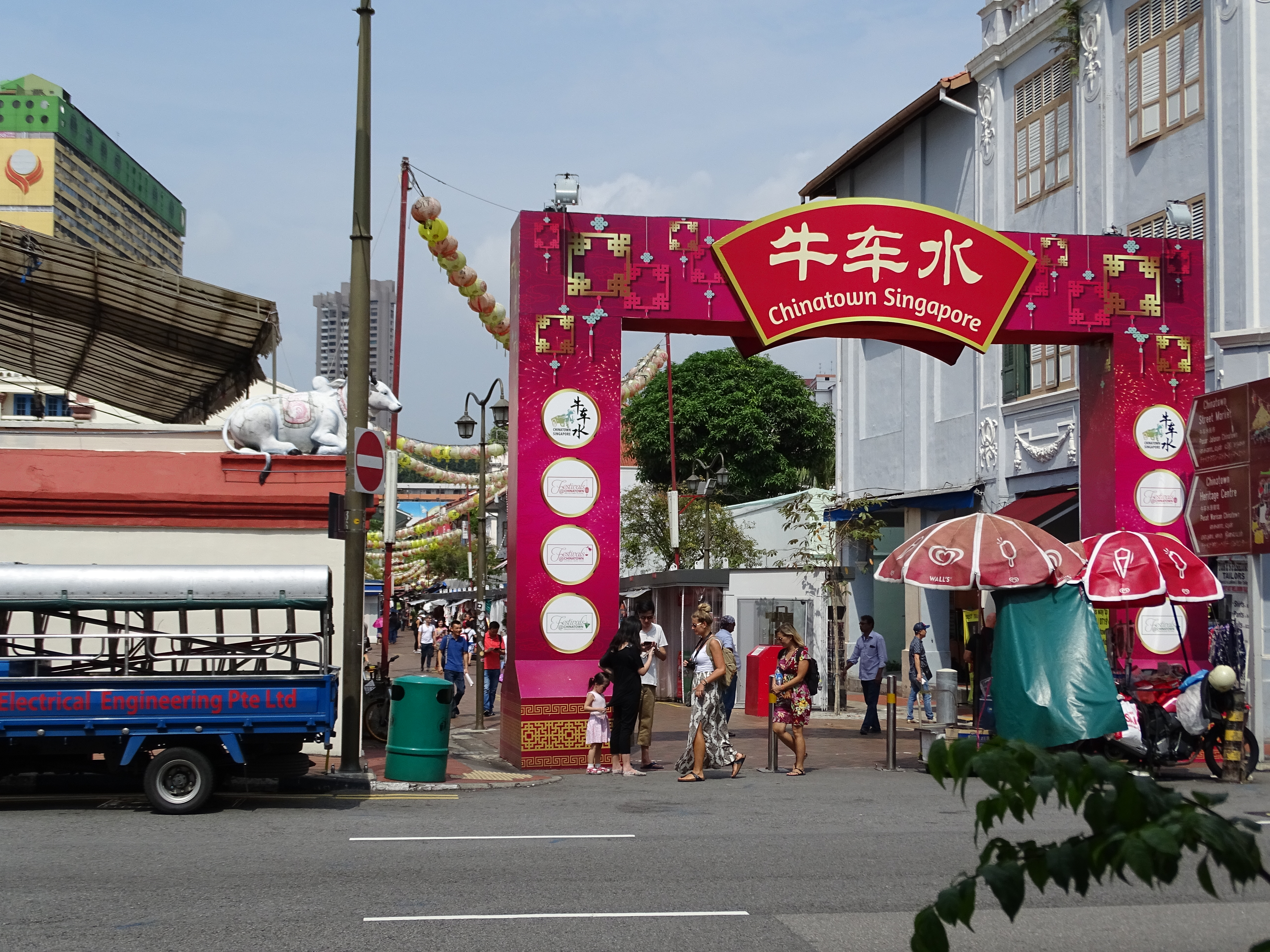
Eingang zu Pagoda Street, links Sri Mariamman Tempel

- Die Mosque Street ist nach der Jamae Mosque benannt, die sich am Ende der South Bridge Road befindet. Die Moschee wurde 1830 von den Chulia-Muslimen an der südindischen Coromandel-Küste fertiggestellt, aber auch von den in der Gegend lebenden malaiischen Muslimen genutzt. In den Anfangsjahren befanden sich in der Moscheenstraße zehn Ställe.
- Die Pagoda Street hat ihren Namen vom Sri Mariamman Tempel. In den 1850er und 1880er Jahren war die Straße eines der Zentren des Sklavenverkehrs. Es hatte auch seinen Anteil an Coolie-Vierteln und Opiumraucherbuden. Einer der Händler war Kwong Hup Yuen, der, wie man vermutet, die Nummer 37 besetzte und nach der heute oft die Pagodenstraße genannt wird.
- Sago Lane und Sago Street erhielten ihren Namen, weil sich in den 1840er Jahren eine Reihe von Sago-Fabriken dort befanden. Sago wird aus dem Mark der Rumbia-Palme gewonnen und zu Mehl verarbeitet, das zur Herstellung von süßen und herzhaften Kuchen verwendet wird. Leichen werden in die Sago Lane gebracht.
- Die Smith Street wurde wahrscheinlich nach Sir Cecil Clementi Smith benannt, der zwischen 1887 und 1893 Gouverneur der Straits Settlements war.
- Die Temple Street bezieht sich auf den Sri Mariamman-Tempel, der sich am Ende der South Bridge Road befindet. Nach Joaquim d'Almeida, dem Sohn von José D'Almeida, der an der Kreuzung der Temple Street und der Trengganu Street Grundstücke besaß, war sie früher als Almeida Street bekannt. 1908 änderten die Municipal Commissioners ihren Namen in Temple Street, um Verwechslungen mit anderen Straßen in Singapur zu vermeiden, die ebenfalls nach D'Almeida benannt waren.
- Die Trengganu Street, früher als "Piccadilly of Chinese Singapore" bezeichnet, bildet heute das Herz des Touristengürtels in Chinatown. Im Chinesischen heißt es gu chia chui wah koi oder "die Querstraße von Kreta Ayer". Die Straßenkreuzung bezieht sich auf die Smith Street und die Sago Street. Der Straßenname leitet sich von Terengganu ab, einem Bundesstaat auf der heutigen Halbinsel Malaysia.

## Verkehr
Die Mass Rapid Transit MRT bedient das Gebiet an der North East-Linie und Downtown Line in der Fußgängerzone Pagoda Street und die Umgebung sowie mehrere öffentliche Buslinien, die sie in das Transportsystem Singapurs integrieren. In der Nähe befinden sich die Tanjong Pagar der East West Line. Outram Park, ein Verkehrsknotenpunkt zwischen der East West Line und der North East Line; und Clarke Quay an der North East Line sowie ein Busterminal namens Kampong Bahru Bus Terminal.

## Politik
Chinatown ist in Bezug auf die Vertretung im Parlament in die beiden Wahlkreise Tanjong Pagar und Jalan Besar unterteilt. Der erste Premierminister Singapurs, Lee Kuan Yew, war bis kurz vor seinem Tod im März 2015 Abgeordneter von Tanjong Pagar GRC. Seit den Parlamentswahlen im September 2015 vertritt Indranee Rajah nun diesen Teil von Tanjong Pagar GRC. Das Gebiet von Chinatown, das zu Jalan Besar GRC gehört, wird von Lily Neo und Denise Phua vertreten.